# Margaret Livingston
Marguerite Livingston (Salt Lake City, 25 de noviembre de 1895-Warrington, Pensilvania, 13 de diciembre de 1984) fue una actriz de cine y empresaria estadounidense, más notable por trabajar en la época del cine mudo, Livingston es reconocida por su interpretación como "La mujer de la ciudad" en la película de F. W. Murnau de 1927, Amanecer.

## Primeros años
Livingston nació en Salt Lake City, Utah, hija de John Livingston, un inmigrante escocés, y Eda Livingston (de soltera, Frome). Se crio en Salt Lake City junto con su hermana mayor, Ivy, quien también se convirtió en actriz de cine.                                                                       

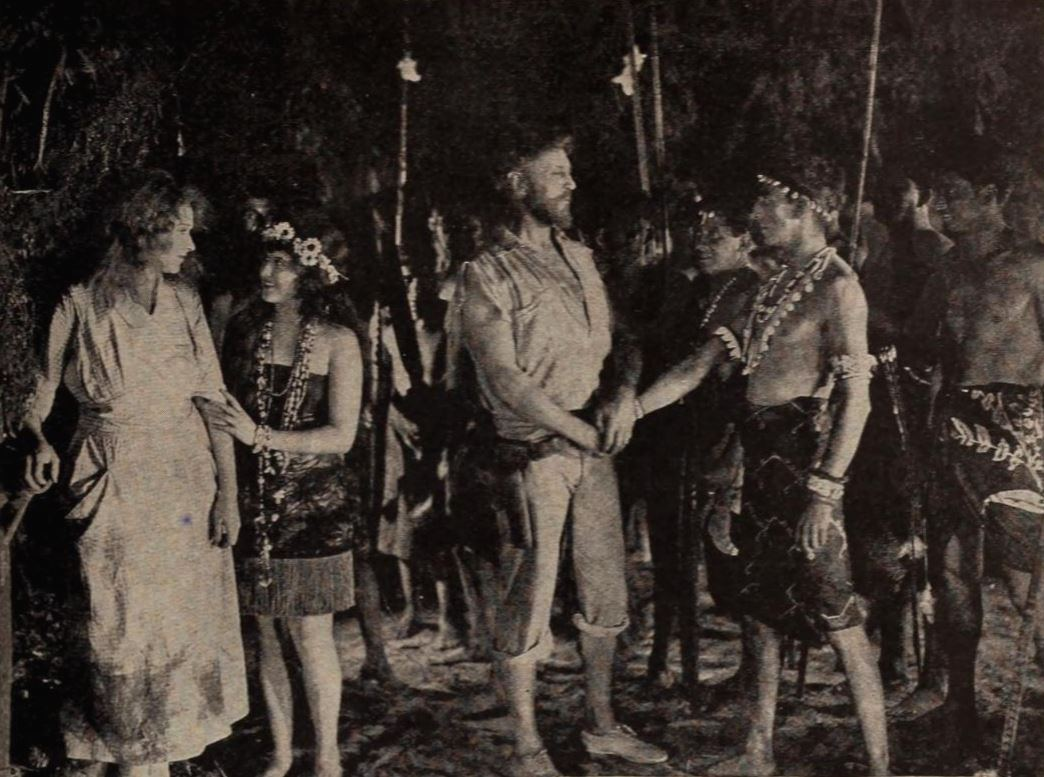
Livingston en la película de 1920 The Brute Master.

## Carrera
Livingston hizo su debut en 1916. Hizo más de 50 películas durante la época del cine mudo, sobre todo en la película de F. W. Murnau Amanecer, y otras 20 películas después de que hizo con éxito la transición al cine sonoro. incluyendo Dinero fácil (Smart Money, 1931), protagonizada por Edward G. Robinson y James Cagney. De vez en cuando doblaba las voces de algunas otras actrices, incluida Louise Brooks en The Canary Murder Case (1929).
Livingston era una invitada en el yate de William Randolph Hearst, el Oneida, en noviembre de 1924, junto con el director y productor de cine Thomas Ince, que resultaría misteriosamente muerto durante aquella jornada. Livingston aparece en la película sobre este suceso de Peter Bogdanovich The Cat's Meow (2001), interpretada por Claudia Harrison.

## Vida posterior
Livingston se casó en 1931 con el director de banda Paul Whiteman en una ceremonia en Denver, Colorado y se retiró de la actuación cinematográfica en 1934. No tuvo hijos y adoptó cuatro niños junto con su esposo. Pasó el resto de su vida invirtiendo en empresas petroleras e inmuebles, y fue socia en la construcción de la Casa Colonial en West Hollywood, California.

## Muerte
Livingston murió en Warrington, Pensilvania, el 13 de diciembre de 1984, a los 89 años.